# Новодніпровка (Запорізький район)
Новодніпро́вка — село в Україні, у Широківській сільській громаді Запорізького району Запорізької області. Населення становить 29 осіб.

## Географія
Село Новодніпровка розташоване за 1 км від села Веселий Яр Нікопольського району та за 1,5 км від села Нововознесенка. Селом тече пересихаючий струмок з загатою.

## Історія
Село засноване 1928 року. 
13 жовтня 2016 року, в ході децентралізації, Веселівська сільська рада об'єднана з Широківською сільською громадою.
12 червня 2020 року, відповідно до Розпорядження Кабінету Міністрів України від № 713-р «Про визначення адміністративних центрів та затвердження територій територіальних громад Запорізької області», село увійшло до складу Широківської сільської громади.
19 липня 2020 року, в результаті адміністративно-територіальної реформи та ліквідації колишнього Запорізького району(1965-2020), село увійшло до складу новоутвореного Запорізького району.